# 산일전기
산일전기 주식회사는 대한민국의 특수 변압기 기업으로, 본사는 경기도 안산시 단원구 시화벤처로 481(성곡동)에 있다. 2020년 중소 변압기 업계에서 매출액 1위를 차지했다. 2017년 중소기업청이 월드클래스 300 기업으로 선정하였다.

## 역사
한국산업기술대 전기공학과 졸업 후 직장을 찾아 중전기기 제조 기업에 입사한 박동석 대표가 1987년에 설립하였다